# Collix sticticata
Collix sticticata là một loài bướm đêm trong họ Geometridae.